# Democracia anticipatoria
La Democracia Anticipatoria es una teoría de formación cívica que se basa en la toma de decisiones democrática en el ámbito de la predicción de eventos futuros, teniendo cierta credibilidad con el electorado. La frase fue acuñada por Alvin Toffler en su libro Future Shock y fue expandida en el año 1978 en el libro Anticipatory Democracy, editado por Clement Bezold.
Otros defensores reconocidos del enfoque anticipatorio incluye a Newt Gingrich, Heidi Toffler, K. Eric Drexler, y Robin Hanson. Todos ellos propugnan por los enfoques en los que el público, no sólo los expertos, participen en esta "anticipación".
El progama FutureMAP de la Oficina de Información de los Estados Unidos propuso un mercado de predicción, antes de ser cancelada el 29 de julio de 2003.

## Variantes
La democracia biorregional puede aparecer como una variante de la democracia anticipatoria, la cual anticipa (utilizando un proceso científico similar) los resultados ecosanitarios de una acción. Sin embargo, suele basarse más en medios menos frágiles y en menos medida y cantidad comparadas. 
La democracia deliberativa puede ser una alternativa, ya que combina tanto el modelo bioregional como el anticipatorio. Depende menos de modelos formales de los sistema de mercados y más en el debate.
Los enfoques anticipatorios, deliberativos y bioregionales pueden ser considerados como ramificaciones de la democracia participativa, con diferentes umbrales de facilidad de participación, carga de la prueba -o onus probandi-, preocupación por la vida no humana o las generaciones futuras, y reflejo de las tolerancias de los participantes frente a sus preferencias o ideales reales. Usualmente el modelo deliberativo es descrito cómo más alineado a la izquierda política y los modelos anticipatorios con las ideologías de derechas. Aquellos que respaldan evitar el debate y centrarse en destacar los méritos de ambas perspectivas -política verde-, prefieren el término más general de democracia participativa. 
Otros términos que también tienen asociaciones específicas con defensores o métodos concretos son: democracia de base, la democracia semi-directa y la democracia consensual.